# Nova Star
Die Nova Star ist eine Ro-Pax-Fähre der polnischen Reederei Polferries.

## Geschichte
Das Schiff wurde unter der Baunummer BO619 auf der Werft Singapore Technologies Marine in Singapur für die zur französischen Reederei Louis Dreyfus Armateurs gehörenden LD Lines gebaut. Der Stapellauf des Schiffes fand am 8. Oktober 2009 statt. Fertiggestellt wurde das Schiff 2011. Getauft wurde es von Thérèse Gehanne, der Ehefrau des CEO der Louis-Dreyfus-Armateurs-Gruppe.
Das Schiff sollte zunächst bereits im Sommer 2010 abgeliefert werden und als Norman Leader zwischen Le Havre in Frankreich und Portsmouth im Vereinigten Königreich eingesetzt werden. Der Bauvertrag wurde im März 2011 storniert, da das Schiff nicht den vereinbarten Spezifikationen entsprach und aufgrund von Verzögerungen beim Bau zu spät abgeliefert worden wäre. Das Schiff lag seitdem beschäftigungslos an der Werft.

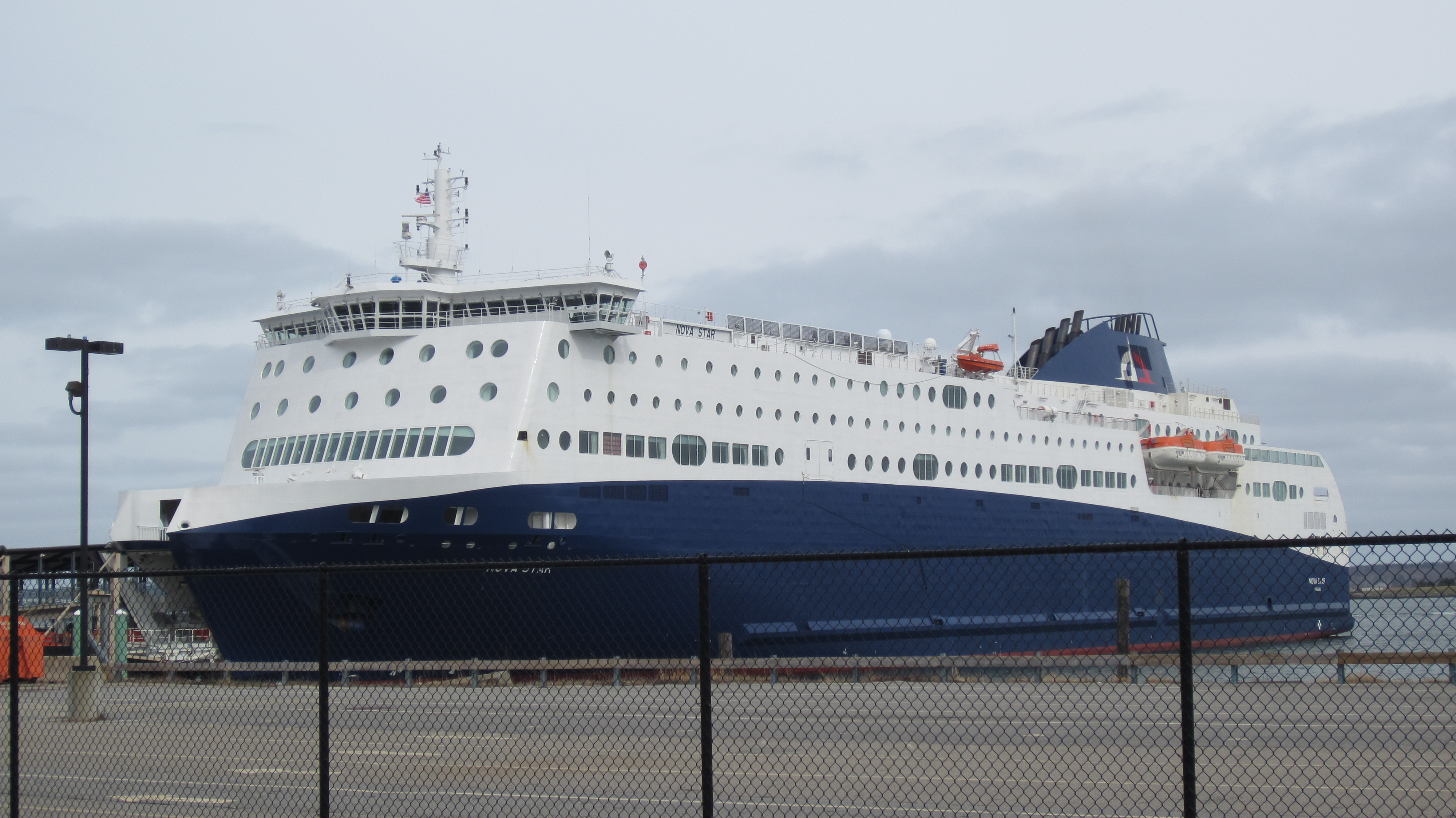
Die Nova Star in Portland (2014)

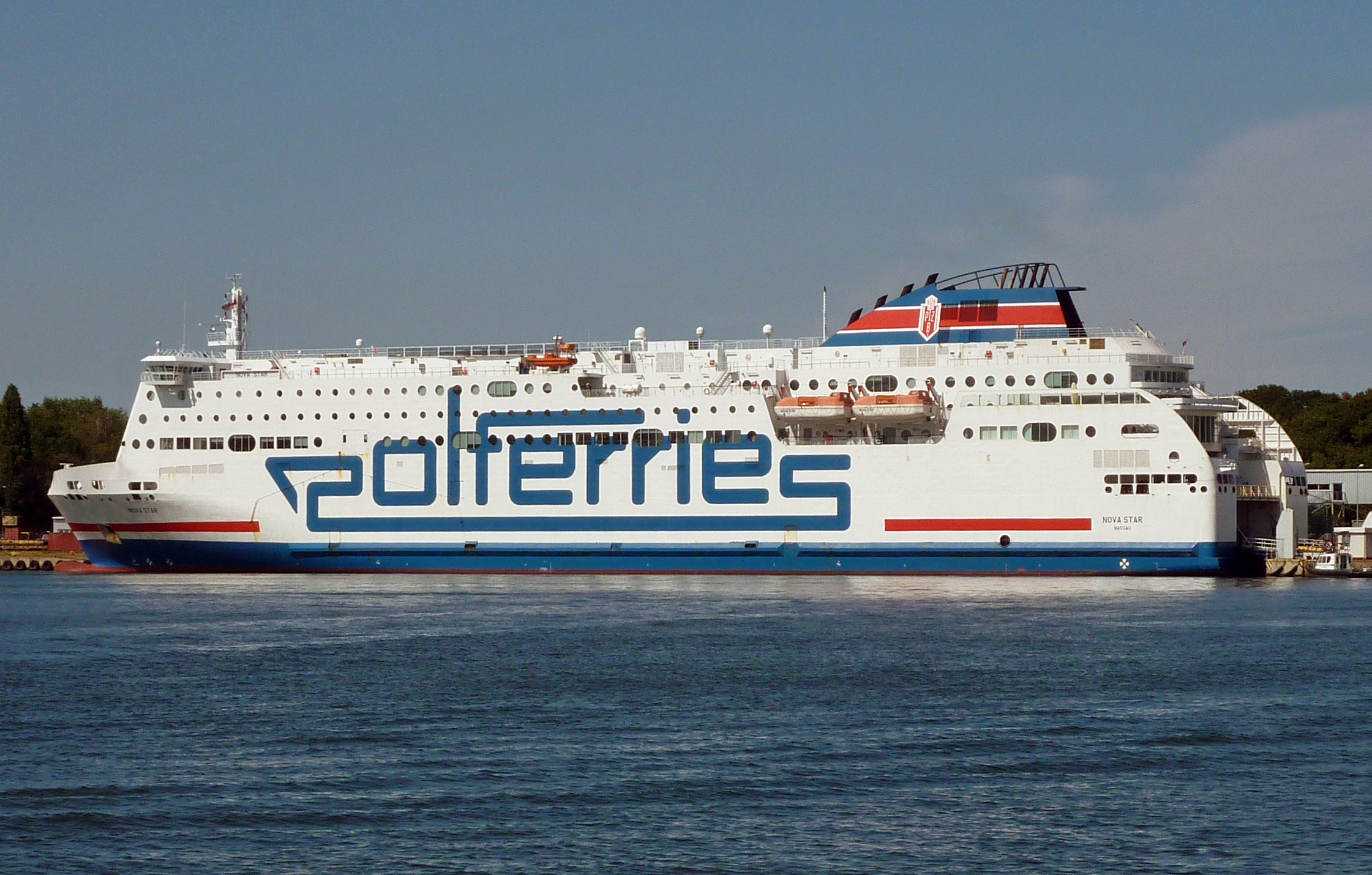
Heckansicht der Nova Star

Ab Mai 2014 verkehrte es als Nova Star zwischen Portland im US-Bundesstaat Maine und Yarmouth auf der kanadischen Halbinsel Nova Scotia. Das Schiff fuhr unter der Flagge der Bahamas mit Heimathafen Nassau. Zum Ende der Saison 2015 wurde die Fährverbindung wieder eingestellt. Das Schiff wurde in der Folge wegen unbezahlter Rechnungen in Maine arrestiert. Nachdem ein großer Teil der offenen Forderungen beglichen worden war, kam es nach etwa einen Monat im Dezember 2015 wieder frei. Im Februar 2016 charterte Inter Shipping aus Marokko das Schiff und setzte es ab März 2016 zwischen Algeciras in Spanien und Tanger im Marokko ein. Anschließend wurde das Schiff 2017 in Algeciras aufgelegt.
Ab Ende Juni 2018 sollte das Schiff von Polferries im Rahmen einer 18-monatigen Charter mit Kaufoption zwischen Danzig und Nynäshamn eingesetzt werden. Für den Einsatz bei Polferries wurde das Schiff auf der Danziger Werft Gdańska Stocznia „Remontowa“ überholt. Nach mehrfachen Verzögerungen bediente das Schiff die Route erstmals am 14. September 2018. 2019 wurde das Schiff an das zu Polferries gehörende Unternehmen Polmarine verkauft. Es ergänzt auf der Route zwischen Danzig und Nynäshamn das Fährschiff Wawel, so dass statt einer Abfahrt alle zwei Tage täglich eine Abfahrt in jede Richtung angeboten werden kann.

## Technische Daten und Ausstattung
Das Schiff wird von vier Zehnzylinder-Dieselmotoren des Herstellers MAN Diesel (Typ: 10L32/44CR) angetrieben. Die Motoren mit jeweils 5600 kW Leistung wirken über Untersetzungsgetriebe auf zwei Verstellpropeller. Das Schiff erreicht damit eine Geschwindigkeit von 21 kn. Weiterhin ist es mit zwei Bugstrahlrudern mit jeweils 1.500 kW Leistung ausgestattet.
Für die Stromversorgung stehen drei Dieselgeneratoren, die von MAN-Dieselmotoren (Typ: 7L21/31) mit jeweils 1.540 kW Leistung angetrieben werden, sowie ein von einem Caterpillar-Dieselmotor (Typ: C32 ACERT) mit 600 kW Leistung angetriebener Notgenerator (Scheinleistung: 750 kVA) zur Verfügung.
Das Schiff ist mit je einer Rampe im Bug- und Heckbereich ausgestattet. Über die Rampen sind zwei Ro-Ro-Decks mit 1.575 Spurmetern zu erreichen. Hier können Lkw und Pkw befördert werden. Weiterhin verfügt das Schiff über zwei höhenverstellbare Ro-Ro-Decks für den Transport von Pkw. Die beiden höhenverstellbaren Decks verfügen über 1000 m² Fläche und stellen weitere 1.215 Spurmeter zur Verfügung, so dass insgesamt 2.790 Spurmeter zur Verfügung stehen. Die Ro-Ro-Decks sind intern über Rampen miteinander verbunden. Je nach Konfiguration können 67 Lkw und 200 Pkw bzw. 44 Lkw und 400 Pkw geladen werden. An Bord ist Platz für 1215 Passagiere. Das Schiff verfügt über 162 Passagierkabinen mit insgesamt 640 Betten, 248 Ruhesessel sowie 64 Kabinen für die Schiffsbesatzung.